# Mironówka
Mironówka (ukr. Миронівка, trb. Myroniwka) – miasto na Ukrainie w obwodzie kijowskim, w rejonie obuchowskim. Do 2020 roku siedziba władz rejonu mironowskiego.

## Historia
W XIX w. – wieś w Gubernia kijowska. W 1930 roku zaczęto wydawać gazetę. Status miasta posiada od 1968 roku.

## Demografia
W 1959 liczyło 9595 mieszkańców.
W 1989 liczyło 15 973 mieszkańców.
W 2013 liczyło 11 964 mieszkańców.
W 2018 liczyło 11 564 mieszkańców.